# LaMarcus Aldridge
LaMarcus Nurae Aldridge (* 19. Juli 1985 in Dallas, Texas) ist ein ehemaliger US-amerikanischer Basketballspieler, der zuletzt bei den Brooklyn Nets in der NBA unter Vertrag stand. Zuvor war er lange für die Portland Trail Blazers und anschließend für die San Antonio Spurs aktiv. 
Aldridge war in seiner Karriere unter anderem siebenmal NBA All-Star und wurde in fünf All-NBA-Teams gewählt. Vor seiner Profikarriere spielte er zwei Saisons College-Basketball bei den Texas Longhorns. Im anschließenden NBA-Draft 2006 wurde er an zweiter Stelle ausgewählt.

## NBA-Karriere

### Portland Trail Blazers (2006–2015)
Aldridge wurde im NBA-Draft 2006 an zweiter Stelle von den Chicago Bulls ausgewählt und kurz darauf im Austausch für Tyrus Thomas zu den Portland Trail Blazers transferiert. In seiner Debütsaison, die ihm die Wahl ins NBA All-Rookie First Team einbrachte, erhielt Aldridge vor allem nach der Verletzung von Center Joel Przybilla Spielzeit. 2007/08 konnte er sich, nachdem mit Greg Oden, Portlands Hoffnungsträger auf der Center-Position, bereits vor Beginn der Saison ausgefallen war, als Stammspieler und Leistungsträger etablieren.

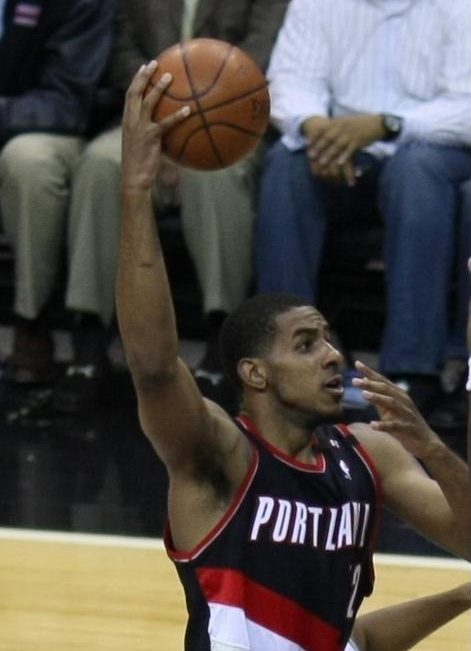
Aldridge bei den Portland Trail Blazers in der Saison 2008/09

In der Saison 2010/11 feierte Aldridge seinen Durchbruch. Trotz der Verletzungen von Brandon Roy und Oden führte Aldridge die Blazers in die Playoffs, wo man in sechs Spielen in der ersten Runde dem späteren NBA-Champion Dallas Mavericks unterlag. Mit 21,8 Punkten und 8,8 Rebounds pro Spiel erzielte Aldridge Karrierebestwerte. Er wurde ins All-NBA Third Team gewählt und landete bei der Wahl zum NBA Most Improved Player hinter Kevin Love auf Platz zwei. Die darauffolgende Saison verlief wieder weniger gut. Aldridge absolvierte aufgrund von Verletzungen nur 55 Spiele, führte dennoch die Blazers mit 21,7 Punkten pro Spiel als Topscorer an. Die Playoffs wurden jedoch verpasst.
2013/14 spielte Aldridge seine beste Saison. Er erzielte mit 23,2 Punkten, 11,1 Rebounds und 2,6 Assists pro Spiel Karrierebestwerte. Zudem gelang ihm am 23. Januar 2014 eine Karrierebestleistung von 44 Punkten gegen die Denver Nuggets. An der Seite von Point Guard Damian Lillard erreichte er mit den Blazers erstmals in seiner Karriere die zweite Playoffrunde. Während der Playoffserie gegen die Houston Rockets erzielte Aldridge im ersten Playoffspiel am 20. April 2014 mit 46 Punkten einen Karriererekord. Dies war auch die höchste Punkteausbeute eines Blazers-Spielers in den Playoffs. Im zweiten Spiel gelangen ihm 43 Punkte; damit ist er neben Michael Jordan, Allen Iverson, Jerry West und Tracy McGrady erst der fünfte Spieler der NBA-Geschichte, dem in den ersten beiden Playoffspielen 89 oder mehr Punkte gelangen. Neben seiner dritten All-Star-Nominierung wurde er ebenfalls in das All-NBA Third Team berufen.
In der Saison 2014/15 verbesserte Aldridge nochmal seinen Punkteschnitt auf 23,4 Punkte und wurde erstmals in das All-NBA Second Team berufen. Beim NBA All-Star Game ersetzte er Anthony Davis als Starter. Am 10. März 2015 wurde Aldridge der erfolgreichste Rebounder in der Vereinsgeschichte der Trail Blazers. Mit den Blazers erreichte er die Playoffs, schied jedoch in der ersten Runde aus.

### San Antonio Spurs (2015–2021)
Am 4. Juli gab Aldridge bekannt, dass er in seine texanische Heimat zurückkehren wird und dort für die San Antonio Spurs spielen wird. Er unterschrieb einen Vierjahresvertrag über 80 Mio. Dollar. Für ihn wurde die bis dahin nicht mehr vergebene Rückennummer 12 des ehemaligen Spurs-Spielers Bruce Bowen mit dessen Segen für Aldridge wieder freigegeben. Aldridge stellte mit Tim Duncan und Kawhi Leonard einen starken Frontcourt. Für seine guten Leistungen wurde Aldridge zum fünften Mal in seiner Karriere in das All-Star Game eingeladen. Den Spurs gelang mit 67 Saisonsiegen ein neuer Vereinsrekord sowie der zweite Platz in der Western Conference hinter den Golden State Warriors. 
Nachdem Duncan 2016 seinen Rücktritt erklärte, fiel wesentlich mehr Verantwortung auf Aldridge und er führte die Spurs 2017 und 2018 zu weiteren Playoffteilnahmen und All-Star-Nominierungen. Am 10. Januar 2019 erzielte Aldridge beim Sieg in doppelter Verlängerung gegen die Oklahoma City Thunder mit 56 Punkten einen neuen Karriererekord. Abermals führte er die Spurs in die Playoffs, wo man jedoch in erster Runde gegen die Denver Nuggets verlor. Nachdem Aldridge zum Start der Saison 2020/21 Probleme hatte und die Spurs und Aldridge gegenseitig zugestimmt haben, dass es keine gemeinsame Zukunft geben wird, haben sich beide Parteien darauf geeinigt, gegen Zahlung einer Abfindung den Vertrag aufzulösen (englisch: Buyout), womit Aldridge zu einem Free Agent wurde.

### Brooklyn Nets (seit 2021)
Am 27. März 2021 wurde bekanntgegeben, dass Aldridge bei den Brooklyn Nets einen 1-Jahres-Vertrag unterschrieben hat. Am 15. April 2021 gab Aldridge bekannt, dass er wegen seines unregelmäßigem Herzschlags seine Karriere beenden müsste und kein weiteres Spiel mehr bestreiten wird. Nun wurde am 2. September 2021 bekannt, dass LaMarcus Aldrige bereits alle nötigen gesundheitlichen Prüfungen bestanden hat und mit kommender Season für die Nets spielen wird.

## Auszeichnungen
- 7× NBA All-Star: 2012–2016, 2018, 2019
- 2× NBA All-Second Team: 2015, 2018
  - 3× NBA All-Third Team: 2011, 2014, 2016
- NBA All-Rookie First Team: 2007

## Karriere-Statistiken

### NBA

#### Reguläre Saison
| Saison   | Team                   | GP   | GS  | MPG  | FG % | 3P % | FT % | RPG  | APG | SPG | BPG | PPG  |
| -------- | ---------------------- | ---- | --- | ---- | ---- | ---- | ---- | ---- | --- | --- | --- | ---- |
| 2006–07  | Portland               | 63   | 22  | 22.1 | .503 | .000 | .722 | 5.0  | 0.4 | 0.3 | 1.2 | 9.0  |
| 2007–08  | Portland               | 76   | 76  | 34.9 | .484 | .143 | .762 | 7.6  | 1.6 | 0.7 | 1.2 | 17.8 |
| 2008–09  | Portland               | 81   | 81  | 37.1 | .484 | .250 | .781 | 7.5  | 1.9 | 1.0 | 1.0 | 18.1 |
| 2009–10  | Portland               | 78   | 78  | 37.5 | .495 | .313 | .757 | 8.0  | 2.1 | 0.9 | 0.6 | 17.9 |
| 2010–11  | Portland               | 81   | 81  | 39.6 | .500 | .174 | .791 | 8.8  | 2.1 | 1.0 | 1.2 | 21.8 |
| 2011–12  | Portland               | 55   | 55  | 36.3 | .512 | .182 | .814 | 8.0  | 2.4 | 0.9 | 0.8 | 21.7 |
| 2012–13  | Portland               | 74   | 74  | 37.7 | .484 | .143 | .810 | 9.1  | 2.6 | 0.8 | 1.2 | 21.1 |
| 2013–14  | Portland               | 69   | 69  | 36.2 | .458 | .200 | .822 | 11.1 | 2.6 | 0.9 | 1.0 | 23.2 |
| 2014–15  | Portland               | 71   | 71  | 35.4 | .466 | .352 | .845 | 10.2 | 1.7 | 0.7 | 1.0 | 23.4 |
| 2015–16  | San Antonio            | 74   | 74  | 30.6 | .513 | .000 | .858 | 8.5  | 1.5 | 0.5 | 1.1 | 18.0 |
| 2016–17  | San Antonio            | 72   | 72  | 32.4 | .477 | .411 | .812 | 7.3  | 1.9 | 0.6 | 1.2 | 17.3 |
| 2017–18  | San Antonio            | 75   | 75  | 33.5 | .510 | .293 | .837 | 8.5  | 2.0 | 0.6 | 1.2 | 23.1 |
| 2018–19  | San Antonio            | 81   | 81  | 33.2 | .519 | .238 | .847 | 9.2  | 2.4 | 0.5 | 1.3 | 21.3 |
| 2019–20  | San Antonio            | 53   | 53  | 33.1 | .493 | .389 | .827 | 7.4  | 2.4 | 0.7 | 1.6 | 18.9 |
| 2020–21  | San Antonio / Brooklyn | 26   | 23  | 25.9 | .473 | .388 | .872 | 4.5  | 1.9 | 0.4 | 1.1 | 13.5 |
| 2021–22  | Brooklyn               | 47   | 12  | 22.3 | .550 | .304 | .873 | 5.5  | 0.9 | 0.3 | 1.0 | 12.9 |
| Gesamt   | Gesamt                 | 1076 | 997 | 33.7 | .493 | .320 | .813 | 8.1  | 1.9 | 0.7 | 1.1 | 19.1 |
| All-Star | All-Star               | 7    | 1   | 11.7 | .368 | .800 | —    | 2.9  | 0.6 | 0.1 | 0.4 | 4.6  |

#### Play-offs
| Saison  | Team        | GP | GS | MPG  | FG % | 3P %  | FT % | RPG  | APG | SPG | BPG | PPG  |
| ------- | ----------- | -- | -- | ---- | ---- | ----- | ---- | ---- | --- | --- | --- | ---- |
| 2008–09 | Portland    | 6  | 6  | 39.5 | .490 | .250  | .700 | 7.5  | 1.3 | 0.5 | 1.7 | 19.5 |
| 2009–10 | Portland    | 6  | 6  | 38.2 | .430 | .500  | .750 | 6.0  | 2.2 | 1.2 | 1.8 | 19.0 |
| 2010–11 | Portland    | 6  | 6  | 43.0 | .461 | —     | .792 | 7.5  | 1.3 | 1.3 | 1.7 | 20.8 |
| 2013–14 | Portland    | 11 | 11 | 40.1 | .452 | .667  | .800 | 10.6 | 1.5 | 0.6 | 1.6 | 26.2 |
| 2014–15 | Portland    | 5  | 5  | 41.6 | .330 | .273  | .889 | 11.2 | 1.8 | 0.4 | 2.4 | 21.8 |
| 2015–16 | San Antonio | 10 | 10 | 33.7 | .521 | 1.000 | .891 | 8.3  | 1.0 | 0.4 | 1.4 | 21.9 |
| 2016–17 | San Antonio | 16 | 16 | 33.6 | .458 | .143  | .764 | 7.4  | 1.5 | 0.6 | 1.0 | 16.5 |
| 2017–18 | San Antonio | 5  | 5  | 35.4 | .463 | .600  | .976 | 9.2  | 2.4 | 0.6 | 0.4 | 23.6 |
| 2018–19 | San Antonio | 7  | 7  | 34.9 | .455 | .273  | .818 | 9.6  | 2.7 | 0.7 | 1.0 | 20.0 |
| Gesamt  | Gesamt      | 72 | 72 | 37.1 | .455 | .327  | .824 | 8.5  | 1.7 | 0.7 | 1.4 | 20.8 |

## Belege
1. ↑  LaMarcus Aldridge becomes Blazers all-time leading rebounder (Memento vom 2. April 2015 im Internet Archive)
2. ↑  Fran Blinebury: Aldridge move just another master class by ever-evolving Spurs. NBA.com’s Hang Time Blog, 4. Juli 2015, abgerufen am 5. Juli 2015 (englisch).
3. ↑  Bruce Bowen allows LaMarcus Aldridge to wear retired No. 12 jersey with San Antonio Spurs. ESPN, 9. Juli 2015, abgerufen am 12. Juli 2015 (englisch).
4. ↑  Aldridge scores 56, Spurs outlast Thunder 154-147 in 2OT
5. ↑  LaMarcus Aldridge bought out by Spurs; Heat emerge as 'frontrunner'. Abgerufen am 27. März 2021 (englisch).
6. ↑  Shams Charania: LaMarcus Aldridge signs with the Brooklyn Nets: Sources. In: The Athletic. Abgerufen am 27. März 2021 (englisch).
7. ↑  Nets' LaMarcus Aldridge announces he's retiring from NBA. Abgerufen am 15. April 2021 (englisch).
8. ↑  NBA World Reacts To Major LaMarcus Aldridge News. In: The Spun. 2. September 2021, abgerufen am 2. September 2021 (amerikanisches Englisch).

| Personendaten    | Personendaten                                 |
| ---------------- | --------------------------------------------- |
| NAME             | Aldridge, LaMarcus                            |
| ALTERNATIVNAMEN  | Aldridge, LaMarcus Nurae (vollständiger Name) |
| KURZBESCHREIBUNG | US-amerikanischer Basketballspieler           |
| GEBURTSDATUM     | 19. Juli 1985                                 |
| GEBURTSORT       | Dallas, Texas                                 |